# Учитель (журнал)
«Учитель» — український часопис, тижневик (1874) та двотижневик (1880), присвячений справам нар. шкіл, виходив у Львові 1869—74 (з додатком для дітей п. н. «Ластівка») і 1880, видавець і редактор Михайло Клемертович, Михайло Таранько. В «Учителі», крім статей педагогічного змісту і літературних творів, міщено статті на еконномічні і культурно-освітні теми, матеріали з питань сільського господарства тощо.
«Учи́тель» — перший педагогічний тижневик на Закарпатті. Виходив в Ужгороді з квітня до грудня 1887. Видавець і редактор Андрій Ріпай. Вийшло 30 чисел.
«Учитель» — педагогічно-науковий двотижневик (1911 місячник), орган Українського Педагогічного Товариства (до 1911 — Руського Товариства Педагогічного; див. «Рідна школа», Українське педагогічне товариство), виходив у Львові з червня 1889 до червня 1914 (до 1892 — друкувався етимологічним правописом). Редактори: Теофіл Грушкевич (1890—1893), Іван Копач, Василь Щурат, Іван Ющишин (1911—1914). З 1905 «Учитель» поширив тематику на актуальні педагогічно-виховні проблеми, питання шкільного і домашнього виховання на всіх українських землях і в інших європейських країнах, містив наукові розвідки, хроніку з життя виховних і наукових установ, огляди й рецензії. Визначніші співробітники: М. Грушевський, І. Франко, С. Ковалів, Г. Шерстюк, Я. Чепіга, С. Черкасенко, М. Гехтер та ін.
«Учитель» — педагогічний часопис, видання Шкільного Відділу крайової адміністрації Підкарпатської Русі, виходив тричі на місяць в Ужгороді 1920 — 36; ред. І. Панькевич, С. Бочек, Ю. Ревай.